# دراغون
الدراغون (بالفرنسية: dragons؛ بالإنكليزية: dragoons) كانوا جنود من الفرسان الذين ظهروا في الجيوش الأوروبية في الفترة ما بين القرن ال16 وال18.